# Aspidiella dentata
Aspidiella dentata är en insektsart som beskrevs av Borchsenius 1958. Aspidiella dentata ingår i släktet Aspidiella och familjen pansarsköldlöss. Inga underarter finns listade i Catalogue of Life.